# Aire d'attraction de Saint-Vincent-de-Tyrosse
L'aire d'attraction de Saint-Vincent-de-Tyrosse est un zonage d'étude défini par l'Insee pour caractériser l’influence de la commune de Saint-Vincent-de-Tyrosse sur les communes environnantes. Publiée en octobre 2020, elle se substitue à l'aire urbaine de Saint-Vincent-de-Tyrosse, qui comportait 4 communes dans le dernier zonage qui remontait à 2010.

## Définition
L'aire d'attraction d'une ville est composée d’un pôle, défini à partir de critères de population et d’emploi ainsi que d’une couronne constituée des communes dont au moins 15 % des actifs travaillent dans le pôle. Le pôle d’attraction constitue ainsi un point de convergence des déplacements domicile-travail,.

## Type et composition
L’aire d'attraction de Saint-Vincent-de-Tyrosse est une aire intra-départementale qui comporte une seule commune dans les Landes.
Elle est catégorisée dans les aires de moins de 50 000 habitants, une catégorie qui regroupe 16,5 % de la population de Nouvelle-Aquitaine et 12,2 % au niveau national.

### Carte

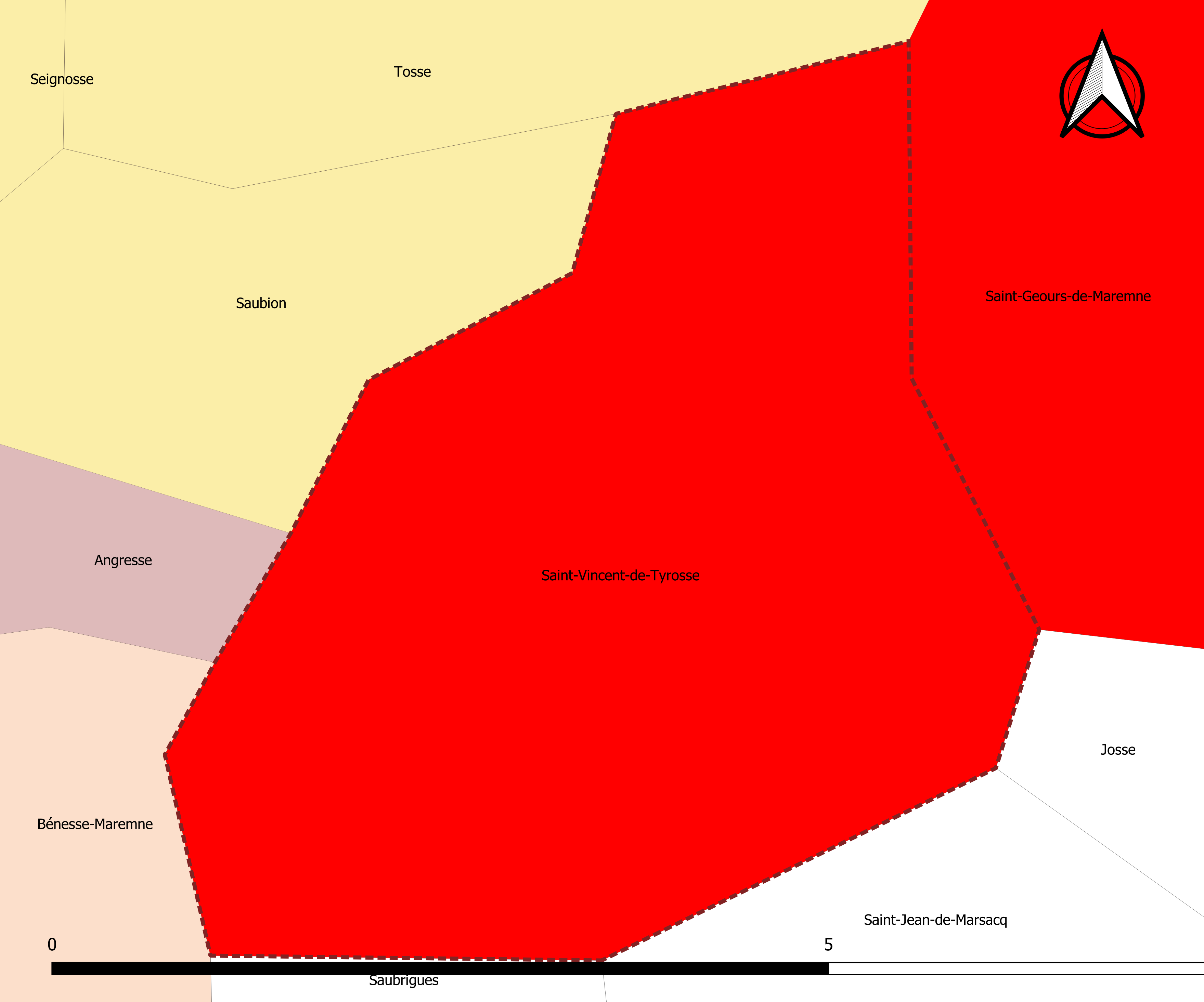
Carte de l'aire d'attraction de Saint-Vincent-de-Tyrosse.
Commune-centre
Commune de la couronne

### Composition communale
| Nom                                       | Code Insee | Département | Statut         | Superficie (km2) | Population (dernière pop. légale) | Densité (hab./km2) | Modifier                                    |
| ----------------------------------------- | ---------- | ----------- | -------------- | ---------------- | --------------------------------- | ------------------ | ------------------------------------------- |
| Saint-Vincent-de-Tyrosse (commune-centre) | 40284      | Landes      | commune-centre | 20,98            | 8 051 (2022)                      | 384                | modifier les données · modifier les données |